# کریستین مایر
کریستین مایر (انگلیسی: Christian Meier؛ زادهٔ ۲۳ ژوئن ۱۹۷۰) هنرپیشه اهل پرو است.
وی بازیگر فیلم‌هایی همچون زورو، شمشیر و رز بوده است.